# Wymysłów (gmina Wolanów)
Wymysłów – wieś w Polsce, położona w województwie mazowieckim, w powiecie radomskim, w gminie Wolanów. Ma status sołectwa.
| SIMC    | Nazwa          | Rodzaj    |
| ------- | -------------- | --------- |
| 0641839 | Soszyn-Młyn    | część wsi |
| 0641845 | Soszyn-Zaderki | część wsi |

W latach 1975–1998 miejscowość należała administracyjnie do województwa radomskiego. Położony jest na lewym brzegu Szabasówki dopływie Radomki.
W 2011 wieś liczyła 79 mieszkańców.
Wierni Kościoła rzymskokatolickiego należą do parafii św. Jana Chrzciciela i św. Stanisława Kostki w Mniszku.